# Herman (radioprogramma)
Herman was een programma op de Nederlandse radiozender NPO 3FM. Het programma werd vanaf september 2017 uitgezonden op het tijdslot van 16:00-19:00 in het weekend. Hiervoor nam Annemieke Schollaardt dit tijdslot voor zijn rekening, maar zij vertrok naar NPO Radio 2. Het programma werd gepresenteerd door Herman Hofman, aan wie het programma zijn naam ontleende. Ook werd de titel gebruikt op het moment dat Herman een bestaand programma verving.
Herman begon met uitzenden medio 2012 in de nacht. Vanaf begin 2015 nam Herman ook de zendtijd van De radioshow van Bart over, waarmee het programma ook op zondagmiddag werd uitgezonden. In augustus 2015 verdween het nachtprogramma en het programma op zondagmiddag en begon hij met een show in het weekend van 6:00-9:00. Dit programma heeft hij gepresenteerd tot november 2016. Hierna werd zijn programma van 9:00 tot 12:00 uitgezonden. 
Vanaf 1 april 2020 kreeg Hofman zendtijd in de vaste doordeweekse programmering. Zijn nieuwe programma heeft als titel Twee Vier.
21 Jaar TROS Pop · 3FM BPM: MinistryOfBeats · 3FM Weekend Request · 3voor12Radio · AdreneLine · Altijd de eerste · ...And all that jazz · Andres · Angelique · Angeliques Afternoon · Annemieke Hier · Annemieke Plays · Anoûl · Arbeidsvitaminen · De Avondspits · De avonturen van Mark · Barend · Barend & Benner · Barend en Wijnand · De Bende van Van der Lende · De Boem Boem Disco Show · The Breakfast Club · Claudia d'r op · Club Carter · Curry en Van Inkel · De Dansbar · Dansen met Delsing · Dit is Domien · Domien, Jouw Ochtendshow · ... & dit is Claudia · Ekstra Weekend · Eva · Eva en Giel · Evers staat op · Frank & Eva: Welkom bij de club! · Franks feestje · GIEL · Harm dB · Hein · Herman · Het Betere Werk · Hier! · Jamie · Jan-Paul · Jasper · Joost · Jorien · Kaat tot Laat · Kevin · Lang leve het weekend! · LEX · Lieke · Markplaats · Mark + Rámon · Mega Top 30 · Michiel · Obi · De ochtenddienst · Olivier · De Orde van de Nacht · Parels van de nacht · Partij voor de Vrijdag · (P)laatwerk · RabRadio · Radio op 'n broodje · Rob · Rob & Wijnand en de Ochtendshow · Sanderdome · Sanders Vriendenteam · Saskia en Olivier · Slapen is voor Losers! · Slapen kan altijd nog · De Steen en Been Show · Studio Saskia · Superrradio · Tannaz · Thijs · Timur op 3FM · Vera on Track · Vier Sas! · Vrij · Weekend Wijnand · Wijnand · @Work · Xnoizz